# 圆顶假瘤蕨
圆顶假瘤蕨（学名：Phymatopteris obtusa），为水龙骨科假瘤蕨属下的一个种。

## 扩展阅读
維基物種上的相關：圆顶假瘤蕨